# Hernán Cortés
Hernán Cortés de Monroy y Pizarro Altamirano, grof doline Oaxaca (španska izgovarjava: [erˈnaŋ korˈtes ðe monˈroj i piˈθaro];   španski konkvistador, * 1485, Medellín, kraljestvo Kastilija, Španija, † 2. december 1547, Castilleja de la Cuesta, Kastilija. Za življenja je bil poznan kot Hernando ali Fernando Cortés, vsa svoja pisma pa je podpisoval kot Fernán Cortés. Bil je konkvistador, ki je v začetku 16.stoletja vodil odpravo proti azteškemu imperiju, ga premagal in za špansko krono zavzel velik del celinske Mehike. Cortés je eden iz prve generacije španskih kolonizatorjev, prvega vala španske kolonizacije obeh Amerik.

## Zgodnja leta
Cortés je bil po materini strani bratranec v drugem kolenu Francisca Pizarra, ki je kasneje zavojeval inkovsko državo v Peruju. Po neuspešnem študiju prava v Salamanci se je vrnil domov in kasneje odplul proti Novemu svetu, kjer je sodeloval pri osvajanju Kube in Hispaniole. Za svoje zasluge je prejel plačilo v obliki denarja in sužnjev.

## Zavojevanje Aztekov
Potem, ko sta se dve odpravi vrnili s polotoka Yucatán z majhnimi količinami zlata, se je Cortés odločil, da bo prodal vsa svoja posestva in se odpravil v še bolj oddaljeno in bogato deželo, o kateri so pripovedovali. Diego Velázquez de Cuéllar, tedanji guverner Kube in Cortésov sorodnik, je pot odobril. Uradni cilj odprave je bilo raziskovanje in trgovanje z novoodkritimi zahodnimi deželami. Cortés je Kubo zapustil leta 1519 z 11 ladjami, 110 mornarji, 570 vojaki, 10 topovi in 16 konji. Najprej se je izkrcal na yucatánski obali, nato pa še severneje in tam osnoval mesto Santa Maria de la Veracruz. Tamkajšnji prebivalci so ga pričakali z darovi, hrano in zlatom ter mu povedali, da se njihov vladar nahaja v prestolnici Tenochtitlan (današnji Ciudad de Mexico). Kmalu je prispelo odposlanstvo azteškega vladarja Montezume II., ki je prineslo nove darove. 
Cortés je kmalu spoznal, da ga imajo Azteki za svojega boga Quetzalcoatla oziroma njegovega odposlanca, saj je njihova legenda pripovedovala, da bo ta beli bog prispel z vzhoda. Cortés je njihovo zablodo izkoristil. Medtem so se nekateri člani posadke začeli upirati, saj so želeli napleniti čim več zlata, nato pa se kar najhitreje vrniti nazaj na Kubo. Da bi jim to preprečil, je Cortés zažgal vse ladje razen ene in jim tako preprečil umik, nato pa so krenili proti azteški prestolnici. 
Po spopadu s plemenom Tlaxcala, v katerem so zmagali Španci, je poražence Cortés postavil pred izbiro: če ne bodo stopili pod njegovo poveljstvo in se z njim borili, bo vse pobil. Indijanci so pristali. Pohod se je nadaljeval skupaj z 2.000 indijanskimi bojevniki, ki so jih spremljali še nosači.
Ker so se po prihodu v drugo največje mesto azteške države Cholula pojavile govorice, da nameravajo domačini pobiti Špance med spanjem, je  Cortés zaukazal požgati celotno mesto, kar je zahtevalo 15.000–30.000 žrtev. 
Po prihodu v Tenochtitlan je Montezuma Cortésa pričakal z darovi. Cortés je od njega zahteval, da plačuje letne davke v zlatu in na mestu dveh največjih azteških svetišč postavi svetišče device Marije. Nato ga je vzel za talca.
Leta 1520 so Španci s Kube poslali novo odpravo 900 vojakov, ki naj bi zamenjala Cortésa. Cortés jih je napadel in onemogočil. Po povratku vojske, okrepljene z novimi vojaki, v Tenochtitlan, pa je tam izbruhnil upor. Azteki so Špance držali zaprte v palači.
Azteki so izbrali novega poglavarja – Guatemozina –, Cortésu pa dopustili, da tudi on vstopi v palačo, nato pa Špance napadli. Zajetemu Montezumi je Cortés ukazal, naj skuša umiriti svoje ljudstvo, vendar je kamenjan umrl. Azteki so čakali, da Špancem v palači zmanjka zalog hrane, ko se je Cortés odločil, da bo poskušal prebiti njihove čete. Žrtve na španski strani so bile velike, vendar se je Cortésu z majhno skupino tovarišev uspelo prebiti iz obroča. Azteki so skušali poraziti tudi njega, a jim to v bitki pri Otumbi ni uspelo. Cortés je nato obnovil moči, da bi lahko dokončno porazil Tenochtitlan. To je dosegel 13. avgusta. Žrtve celega pohoda na azteški strani so ocenjene na število med 120.000 in 240.000.
To je pomenilo konec azteškega imperija. Na ruševinah Tenochtitlana stoji današnji Ciudad de Mexico. Cortés je sedaj vladal obširnemu področju med Karibskim morjem in Tihim oceanom. Medtem je Velasquez prek svojih zaveznikov v Španiji črnil Cortésa pri španskem kralju Karlu V., vendar se je Cortés prek pisem opral obtožb. Zaradi velikih uspehov se je kralj odločil spregledati Cortésovo neposlušnost in ga leta 1523 proglasil za guvernerja Nove Španije (tedanje ime za Mehiko). 
Kralj pa je obenem imenoval štiri uradnike, ki naj bi Cortésu pomagali pri vladanju – s čimer si je dejansko zagotovil nadzor nad njim. Cortés je začel z Mexico Cityjem, rušil je azteška svetišča in na njih ruševinah je nastajalo mesto, ki je sčasoma postalo najbolj pomembno evropsko mesto v Ameriki. Državo je pripeljal do sorazmerne stabilnosti, njeni državljani pa so imeli dokajšnje pravice. Cortés je nadzoroval ustanavljanje novih mest in imenoval v ta namen uradnike, katerih naloga je bila  razširiti špansko prevlado na vso Novo Španijo. V ta namen je leta 1524 uvedel sistem komend – t. i. encomiendas. Številne encomiendas je pridržal zase in za svoje spremstvo kot pravično nagrado za njihove osvojitve. Ljudje, ki so prišli v Mehiko kasneje, pa tudi vsi, ki jim Cortés ni bil naklonjen, so bili tako izključeni, kar je vodilo do pritožb
Leta 1523 je Krona (mogoče pod vplivom Cortésovega sovražnika, škofa Fonsece)  poslala vojaško ekspedicijo pod vodstvom Francisca de Garaya na sever Mehike, s ciljem zavzeti in poseliti okraj Panuco, še en korak nazaj več za Cortésa. V pismu kralju se sam opisuje kot žrtev zarote svojih večnih nasprotnikov. Ta pritožba je dosegla, da je kralj prepovedal enemu med njimi, Franciscu de Garayu, da se vtika v politiko v Novi Španiji.

## Poznejše življenje
Med letoma 1524 in 1526 je vodil odpravo na področje današnjega južnega Hondurasa. Bila je izredno naporna in Cortés se je vrnil z zelo oslabljenim zdravjem. Leta 1527 se je odpravil v Španijo, da bi se opral obtožb zaradi velikega števila indijanskih smrti ter samovlade. Kralj ga je sprejel s spoštovanjem, Cortés pa mu je prinesel veliko zlata in drugih darov. Bil je imenovan za vrhovnega stotnika Nove Španije, vendar je kralj obenem imenoval tudi civilnega guvernerja, ki je omejeval Cortésovo oblast. V Novo Španijo se je vrnil leta 1530 in se napotil proti Kaliforniji. Po ponovni vrnitvi v Španijo je leta 1541 sodeloval v neuspešnem vojaškem pohodu nad Alžirijo ter se zatem ustalil na malem posestvu v bližini Seville, kjer je tudi umrl.
Imel je številne otroke z različnimi Indijankami in belkami. Zanje je poskrbel v oporoki.